# Paesi Bassi ai Giochi della XVII Olimpiade
I Paesi Bassi parteciparono ai Giochi della XVII Olimpiade che si sono svolti a Roma dal 25 agosto all'11 settembre 1960, con una delegazione di 110 atleti impegnati in tredici discipline.

## Medagliere

### Per discipline
| Sport  | Oro | Argento | Bronzo | Totale |
| ------ | --- | ------- | ------ | ------ |
| Nuoto  | 0   | 1       | 2      | 3      |
| Totale | 0   | 1       | 2      | 3      |

### Medaglie
| Medaglia | Atleta             | Sport | Evento                           |
| -------- | ------------------ | ----- | -------------------------------- |
| Argento  | Marianne Heemskerk | Nuoto | 100 metri farfalla femminili     |
| Bronzo   | Wieger Mensonides  | Nuoto | 200 metri rana maschili          |
| Bronzo   | Tineke Lagerberg   | Nuoto | 400 metri stile libero femminili |

## Risultati

### Pallanuoto
| Atleta | Classifica |                        |
| --- | --- | ---------------------- |
| V · D · M Nazionale maschile olandese di pallanuoto · Giochi olimpici - Roma 1960 Kniest · Lamme · van der Zwan · Ran · Leenards · Vriend · van Dorp · Muller · Hermsen · de Boer · van Spingelen · CT : Cor Braasem | 8° |                        |
| Nazionale maschile olandese di pallanuoto · Giochi olimpici - Roma 1960 | |                        |
| Kniest · Lamme · van der Zwan · Ran · Leenards · Vriend · van Dorp · Muller · Hermsen · de Boer · van Spingelen · CT: Cor Braasem                                                                                    | Kniest · Lamme · van der Zwan · Ran · Leenards · Vriend · van Dorp · Muller · Hermsen · de Boer · van Spingelen · CT: Cor Braasem | Paesi Bassi (bandiera) |